# Interview with the Vampire: The Vampire Chronicles
Interview with the Vampire: The Vampire Chronicles is een horror-fantasy-dramafilm uit 1994 onder regie van Neil Jordan. Het is een adaptatie van het gelijknamige boek dat Anne Rice in 1973 schreef.
Het verhaal is grotendeels een raamvertelling die zich in de 18e en 19e eeuw afspeelt. 

## Verhaal
De journalist Daniel Molloy hoort in San Francisco het verhaal aan van een jong uitziende man genaamd Louis de Pointe du Lac. Deze man blijkt al tweehonderd jaar een vampier te zijn. Louis wil zijn levensverhaal graag aan Molloy vertellen, omdat hij dat nooit eerder heeft gedaan. Molloy besluit het hele gesprek met Louis op een cassettebandje vast te leggen.
Het verhaal van Louis begint in het jaar 1791, in New Orleans, Louisiana. De 24-jarige rijke plantagehouder Louis zinkt weg in zijn verdriet om zijn overleden vrouw en kind. Hij ziet het leven niet meer zitten. De vampier Lestat de Lioncourt kruist Louis' pad. Lestat veroordeelt Louis tot het eeuwige leven, door van hem ook een vampier te maken.
Louis heeft nog een rest menselijkheid over in zijn hart en kan het leven als vampier in eerste instantie niet verdragen. Een tijdlang wonen ze met z'n tweeën op de plantage van Louis, waar ze worden bediend door slaven. Louis blijft ongelukkig. Hij kan het niet opbrengen om mensen te bijten; in plaats daarvan voedt hij zich met het bloed van kleine zoogdieren zoals ratten. Op een dag steekt Louis het huis in brand, waarna hij en Lestat tot het zwerversbestaan zijn veroordeeld. 
Gedreven door eenzaamheid, verlangen naar liefde en dorst naar bloed bijt Louis op een dag in een wijk waar de pest heeft huisgehouden een jong meisje genaamd Claudia, dat net wees is geworden. De mens in Louis kan haar niet laten sterven aan zijn beet, dus maken hij en Lestat haar ook tot een vampier. Ze adopteren Claudia als hun dochter. Dit wordt in de wereld der vampieren echter als een grove misdaad gezien, aangezien kinderen zichzelf niet kunnen redden. Daarmee bepalen ze hun eigen lot en ook dat van Claudia, die nooit zal weten hoe het is om vrouw te zijn. De drie proberen een voor de buitenwereld zo gewoon en onopvallend mogelijk leven te leiden, terwijl ze in het geheim talloze slachtoffers maken. Echter, de eigenzinnigheid van Lestat maakt dat Claudia en Louis hem gaan haten. 
Als Claudia er op een dag via Louis achter komt hoe ze aan haar huidige bestaan komt, wil ze in eerste instantie vluchten. Dan probeert ze een eind te maken aan Lestats bestaan: ze laat hem het dode bloed drinken van een paar jongens die door laudanum waren gestorven – iets waar vampiers niet tegen kunnen – waarop ze zijn keel doorsnijdt. Louis en Claudia dumpen Lestats lichaam vervolgens in de Mississippi. Enige tijd later zien ze Lestat echter weer terug, nu met een reptielachtig uiterlijk; hij heeft zichzelf in leven gehouden dankzij reptielenbloed. Hij probeert hen aan te vallen, maar ze steken hem in brand waarna een groot deel van de stad afbrandt. Het lijkt of Lestat nu inderdaad vernietigd is, maar Louis blijft denken dat hij vroeg of laat weer ergens zal opduiken.
Louis en Claudia steken per schip de oceaan over, naar de Oude Wereld (Europa). Ze arriveren in 1870 in Parijs, waar ze besluiten op zoek te gaan naar soortgenoten. Lestat werd daar namelijk ook ooit 'gemaakt'. Ze vinden hier inderdaad een aantal medevampieren op hun pad, onder wie Santiago en Armand, de oudste vampier ter wereld. De Parijse vampiers doen zich tegenover de buitenwereld voor als een toneelgezelschap dat alleen 's nachts optreedt. 
Armand is een tijdlang de nieuwe leermeester van Louis. Ze ontmoeten er ook een vrouw genaamd Madeleine, die haar eigen dochter heeft verloren en graag de pleegmoeder van Claudia wil worden. Daarom laat ze zich door Louis bijten. 
Louis bekoopt zijn onvergeeflijke daad – het doden van een soortgenoot – met eeuwige opsluiting. Claudia wordt samen met haar aangenomen moeder als straf door de zon verteerd. Louis wordt door Armand weer bevrijd, en zint nu zelf op wraak. Armand, die de andere vampiers als decadent en hopeloos ziet, laat Louis zijn gang gaan. Louis steekt de kisten van al zijn soortgenoten in brand, waarna hij zijn leven als vampier alleen verder voortzet. Armand biedt zich aan als Louis' nieuwe metgezel, maar Louis slaat dit af.
Louis gaat omstreeks het begin van de 20e eeuw terug naar Amerika, zich hierna verbazend over de steeds veranderende wereld. Dankzij de uitvinding van de kleurenfilm kan hij in bioscopen eindelijk weer daglicht zien. 
In 1988 brengt Louis een bezoek aan zijn geboortestad New Orleans. Hier heeft hij een laatste ontmoeting met Lestat, die nu eenzaam en sterk verzwakt in een verlaten woning zit. De rollen blijken te zijn omgedraaid ten opzichte van vroeger; Lestat is nu de zwakkere van de twee, terwijl Louis zijn last heeft leren dragen.
Molloy, die diep onder de indruk is van Louis' verhaal, biedt nu zichzelf aan als Louis' nieuwe metgezel. Louis weigert het aanbod hartgrondig en waarschuwt Molloy, waarna hij ineens is verdwenen. 
Even later wordt Molloy in zijn auto gebeten door Lestat, die hierdoor weer op krachten komt en het stuur overneemt. Zodoende krijgt Molloy alsnog een vampierbestaan, als de nieuwe metgezel van Lestat.

## Rolverdeling
| Acteur              | Personage                     |
| ------------------- | ----------------------------- |
| Brad Pitt           | Louis de Pointe du Lac        |
| Tom Cruise          | Lestat de Lioncourt           |
| Kirsten Dunst       | Claudia                       |
| Stephen Rea         | Santiago                      |
| Antonio Banderas    | Armand                        |
| Christian Slater    | Daniel Molloy, de interviewer |
| Domiziana Giordano  | Madeleine                     |
| Thandie Newton      | Yvette                        |
| Marcel Iureş        | Naamloze vampier in Parijs    |
| Sara Stockbridge    | Estelle                       |
| Bellina Logan       | Meisje in herberg             |
| Indra Ové           | Prostituee in New Orleans     |
| Helen McCrory       | Prostituee #2                 |
| Nicole DuBois Favre | Creoolse vrouw                |
| Laure Marsac        | Slachtoffer op toneel         |

## Achtergronden en productie
Rice maakte in 1976 een eerste script van haar roman om te verfilmen, dat ze aanbood aan Paramount Pictures. Een aantal scènes uit het boek werden geschrapt, zoals die waarin Louis door Lestat wordt verleid, onder meer omdat de nadruk niet te erg op (de schijn van) homoseksualiteit mocht liggen. Ook moest de film enigszins afwijken van een stereotiepe Amerikaanse vampierfilm. Alain Delon zou de rol van Louis krijgen. Paramount bleek echter niet geïnteresseerd in een verfilming van het verhaal. Uiteindelijk voltooide David Geffen in overleg met Rice begin 1992 een nieuw filmscenario, waarmee men bij Geffen Pictures alsnog aan de slag ging.
Rice was in eerste instantie niet tevreden dat de keus voor de rol van Lestat op Tom Cruise viel, maar veranderde na het zien van de film geheel van gedachten. De rol van interviewer Molloy zou eigenlijk gespeeld worden door River Phoenix, maar die overleed slechts enkele weken voordat met de opnames werd begonnen.
De originele muziek voor de film is geschreven door componist Elliot Goldenthal. De film eindigt met een cover van Guns N' Roses van het nummer Sympathy for the Devil (oorspronkelijk van de Rolling Stones). Zangeres Cher en Shirley Eikhard schreven speciaal voor de film een lied genaamd Lovers Forever, dat het echter uiteindelijk niet haalde. Het lied is later wel uitgebracht op Chers album Closer to the Truth uit 2013.

## Ontvangst
Interview with the Vampire kreeg overwegend positieve beoordelingen, alleen Time beoordeelde de film als "mislukt" ondanks het acteerwerk van Cruise. The Washington Post was ook minder positief en beoordeelde de film als te langdradig. Enkele komische scènes − zoals die met een door Claudia tijdens de muziekles gedode pianoleraar − vielen minder in de smaak omdat men ze slecht vond uitgewerkt ten opzichte van de humor in het boek. Op Rotten Tomatoes scoorde de film 61%.
De film werd genomineerd voor twee Academy Awards (Beste Art Direction en Beste Original Score), maar kreeg deze uiteindelijk niet.